# Marie-Cécile Collet
Marie-Cécile Helene Collet foi uma advogada e política francesa nas Seychelles. Em 1948 ela tornou-se na primeira mulher membro do Conselho Legislativo das ilhas.

## Biografia
Advogada, Collet conheceu o seu marido Charles Évariste Collet enquanto ele estudava medicina na França. Ela o encorajou a se tornar um advogado. O casal mudou-se para Seychelles em 1946, onde ambos trabalharam como advogados. Em 1947, Charles foi nomeado procurador-geral e, no ano seguinte, tornou-se membro do Conselho Legislativo. No mesmo ano, Marie também foi nomeada para o Conselho Legislativo como substituta de Nageon de Lestang, tornando-se a primeira mulher nesta posição. Ela serviu no Conselho até 1950.